# جو روث
جو روث (بالإنجليزية: Joe Roth)‏ هو منتج أفلام ومخرج أمريكي، ولد في 13 يوليو 1948 في نيويورك في الولايات المتحدة.

## وصلات خارجية
- جو روث على موقع IMDb (الإنجليزية)
- جو روث على موقع ألو سيني (الفرنسية)
- جو روث على موقع أول موفي (الإنجليزية)
- جو روث على موقع بوكس أوفيس موجو (الإنجليزية)
- جو روث على موقع قاعدة بيانات الأفلام السويدية (السويدية)
- جو روث على موقع إن إن دي بي (الإنجليزية)
- جو روث على موقع قاعدة بيانات الفيلم (الإنجليزية)
- جو روث على موقع كينوبويسك (الروسية)